# Pandanus muricatus
Pandanus muricatus là một loài thực vật có hoa trong họ Dứa dại. Loài này được Thouars miêu tả khoa học đầu tiên năm 1808.